# Pantin
Pantin település Franciaországban, Seine-Saint-Denis megyében. Lakosainak száma 60 954 fő (2022. január 1.). Pantin Párizs, Párizs 19. kerülete, Aubervilliers, La Courneuve, Bobigny, Noisy-le-Sec, Les Lilas, Le Pré-Saint-Gervais és Romainville községekkel határos.

## Népesség
A település népességének változása:
| Lakosok száma | 53 471 | 55 180 | 55 585 | 57 482 | 59 060 | 59 846 | 60 419 | 60 800 | 60 954 |
|               | 2013   | 2015   | 2016   | 2017   | 2018   | 2019   | 2020   | 2021   | 2022   |